# Shane Koyczan
Shane L. Koyczan (Yellowknife, 22 de maio de 1976) é um poeta e escritor canadense.